# Positionnement dynamique

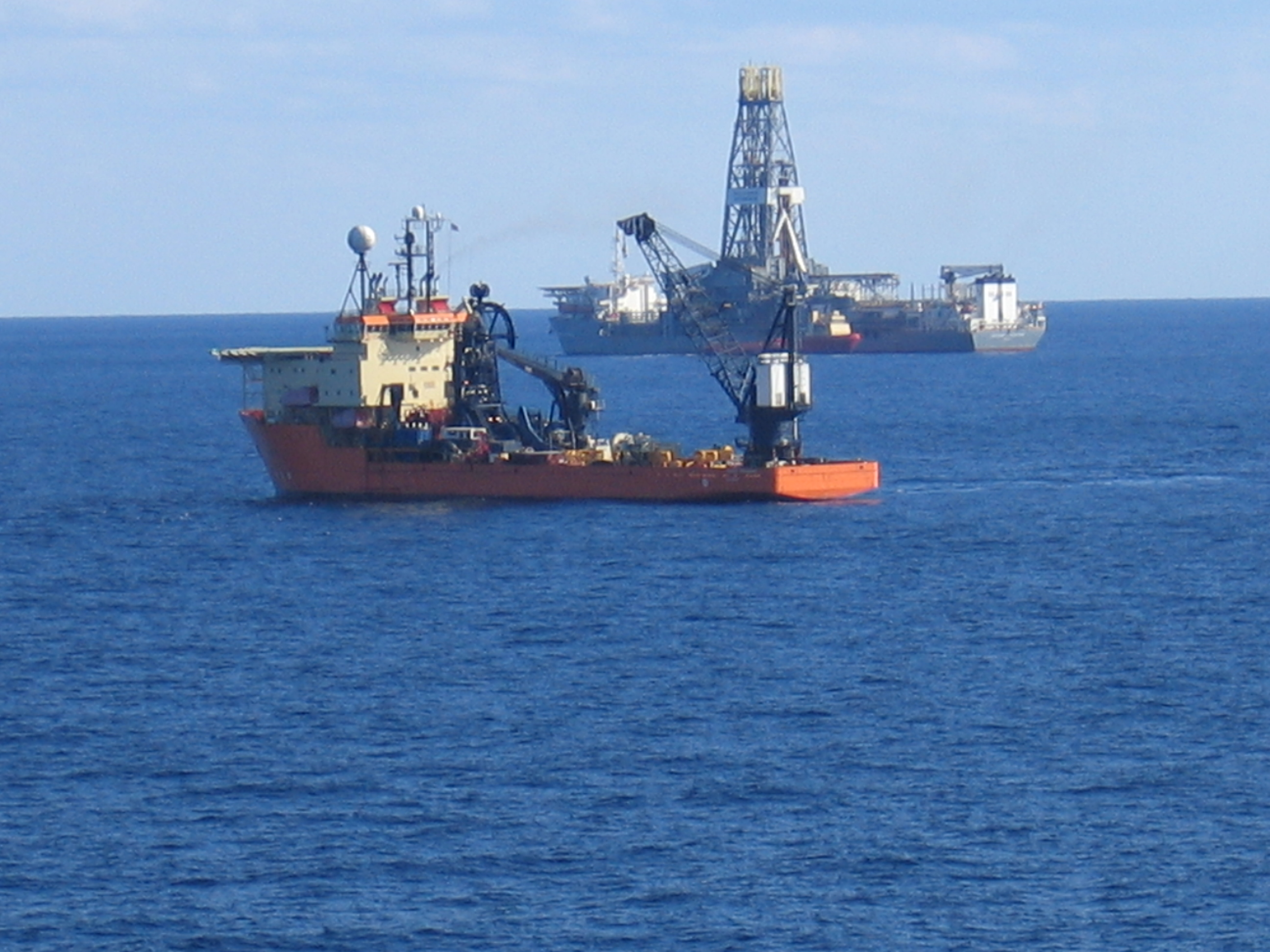
Navire de soutien Offshore Toisa Perseus avec en arrière-plan la cinquième génération de navire de forage en eau très profonde Discoverer Enterprise

Le positionnement dynamique (DP) est un système contrôlé par ordinateur qui permet à un navire de maintenir sa position en utilisant ses propres moyens de propulsion.

## Architecture
Le système DP est constitué de trois parties. Les capteurs recueillent les informations, la console informatique effectue les calculs et sert d'interface pour l'opérateur, et les actionneurs agissent sur consigne. C'est un système automatique informatisé.

### Capteurs
Les forces extérieures telles que celles dues au vent et à l'état de la mer sont mesurées par des anémomètres et des accéléromètres (centrales inertielles). Les capteurs de position comprennent des GPS différentiels, des câbles d'aplomb, ainsi que des balises acoustiques que l'on peut larguer sur le fond ou fixer sur des mobiles de référence. Le compas gyroscopique fournit l'indication de cap.

### Console informatique
Elle est constituée d'un ordinateur et d'une console incluant les accessoires usuels tels que souris et clavier, ainsi que d'un joystick et de boutons sécurisés dédiés à la manipulation directe du système.
Le logiciel DP contient un modèle mathématique qui inclut les informations relatives au comportement du navire soumis à des forces extérieures telles que le vent ou le courant, ainsi que l'emplacement des moyens de propulsion. Selon la tâche du navire l'opérateur choisit le mode DP adéquat (voir plus loin) et sélectionne les capteurs. Il définit ensuite les paramètres d'évolution du navire telles que la vitesse maximum, la courbe d'accélération/décélération, la vitesse de changement de cap (rotation) et le centre de rotation du navire, l'écart toléré, la puissance maximum accordée aux propulseurs. L'ordinateur calcule ensuite l'angle de braquage nécessaire des propulseurs et la puissance à utiliser.
Il est possible de charger un parcours dans la mémoire de l'ordinateur sous forme de liste de waypoints, on peut également inclure d'autres limites aux paramètres tels qu'une limite de tension sur un câble pour limiter la vitesse par exemple.
À tout moment l'opérateur peut reprendre le contrôle en manuel sur les actionneurs.

### Actionneurs
Les actionneurs comprennent la ou les lignes d'arbre principale(s), les propulseurs transversaux avant et arrière, les pods ainsi que les safrans.

## Modes
Le positionnement dynamique permet plusieurs modes :
- maintenir sa position par rapport à un point fixe sur le fond ou une position géographique ;
- maintenir sa position par rapport à un point mobile tel qu'un autre navire ou véhicule sous-marin ;
- maintenir sa position, sa vitesse et son cap sur une route donnée ;
- maintenir son cap.

## DP1 à DP3
On distingue les navires équipés en DP1, 2 et 3. Ce chiffre indique le nombre de consoles de positionnement dynamique installées à bord. Sur un navire DP2 l'opérateur agit sur le système maître, tandis que le système esclave recopie la situation. Ainsi en cas de défaillance du premier système le navire ne perd pas la position, l'opérateur change de console et peut continuer sa tâche. Les navires DP2 sont particulièrement employés lorsque la perte de position pendant les opérations met des vies humaines en danger, ou lorsque les opérations requièrent une précision absolue. C'est également un argument commercial soulignant la fiabilité d'un navire.
Un navire DP doit pouvoir maintenir sa position et son cap avec une précision absolue. Tous les navires DP ne remplissent pas les mêmes critères de redondance. L’Organisation maritime internationale (OMI) a défini trois classes notées  1 à 3, correspondant à des niveaux croissants de redondance et de sécurité :
- Navire DP1 : pas d’exigence de redondance ;
- Navire DP2 : la redondance rend le système tolérant à un seul défaut ; la position du navire est maintenue en cas de panne d’un composant ou système actif (générateur, propulseur, tableau, vanne télécommandée, etc.), mais  elle peut être perdue sur défaillance d’un composant passif (câble, canalisation, vanne manuelle,  etc.) ;
- Navire DP3 : aux exigences DP2 s’ajoute l’obligation de dissocier physiquement les systèmes redondants. Les équipements doivent tenir au feu ou à l’inondation dans n’importe quel compartiment du navire, sans provoquer de panne. Aucune défaillance unique, y compris la destruction d’un compartiment feu par un incendie ou  la submersion d’un compartiment étanche, ne doit entraîner la perte de position[1].

## Utilisations
Le positionnement dynamique est beaucoup utilisé dans le secteur pétrolier offshore, par exemple en mer du Nord, le golfe Persique, le golfe du Mexique, l'Afrique de l'Ouest et au large du Brésil. Aujourd'hui, il existe plus de 1000 navires DP.
Exemples de types de navire muni d'un positionnement DP :
- câblier ;
- navire de croisière ;
- navire pour le support des plates-formes ;
- navire de recherche sous-marine ;
- navire de support de plongée ;
- FPSOs.

## Système référence de positionnement (PRS:Position reference systems)
L’établissement et le maintien d'une position référence fiable, continue et précise est fondamental pour le fonctionnement d'un DP. La plupart des navires équipés d'un DP utilise le système de positionnement de référence spécifiquement conçu et prévu à cet effet, indépendant du dispositif de la navigation normale du navire. Cinq types de système référence de positionnement sont utilisés fréquemment : Artemis, Hydroacoustic position reference (HPR), câbles d’aplomb, GPS différentiel et système basé sur le laser (Fanbeam et Cyscan). Chacun de ces systèmes opère indépendamment et séparément du système DP, et donne des informations au DP par l’intermédiaire d'une interface. Le système DP peut généralement gérer plusieurs entrées de PRS, en travaillant avec un seul ou en combinant les informations pour fournir un meilleur ajustement des données de positions.

### Artemis micro-onde PRS
Artemis est un nom commercial pour un système produit par le Christian Huygens Laboratorium BV en Hollande. À part d'être utilisé en système de position de référence en DP, il est aussi utilisé aux études hydrographiques à courte distance et aux études sismiques.
Son principe est basé par l'obtention de la distance et l'angle que fait une station mobile (le navire) par rapport à une position fixe connue. Les deux stations sont reliées par micro-onde à faible puissance, en utilisant une antenne directionnelle. Le lien micro-onde est une onde continue qui fournit les données de signal. Le temps nécessaire à l’onde pour l’aller et le retour est proportionnel à la distance entre les stations fixe et mobile.

### Hydroacoustic position reference(HPR)
Pour les articles homonymes, voir HPR.
L’énergie acoustique  se propage bien dans l’eau. La station fixe est un transpondeur placé au fond de l’eau dont la position est connue, et la station mobile est le navire qui est équipé d’un transducteur placé au fond. Il envoie et reçoit l’onde acoustique qui revient du transpondeur. La position du navire est obtenue par le temps que l’onde acoustique parcours du transducteur-transpondeur-transducteur.